# Belgrado-Banja Luka
Belgrado-Banja Luka is een wielerwedstrijd voor mannen welke in Bosnië-Herzegovina en Servië. De wedstrijd wordt in april verreden en is opgenomen op de UCI Europe Tour-kalender met een 2.2-classificatie.

## Geschiedenis
Eendagswedstrijd
De wedstrijd bestond van 2007-2017 uit twee eendagswedstrijden onder de noemer Banja Luka-Belgrado I en Banja Luka-Belgrado II, vernoemd naar de hoofdsteden Banja Luka van de Servische Republiek (Bosnië-Herzegovina) en Belgrado (Servië). De start- en finishplaatsen verschilden per jaar. De hemelsbrede afstand van 260 kilometer kende tussenstops in plaatsen als Bijeljina, Brčko en Teslić. Beide wedstrijden waren deel van de UCI Europe Tour met een classificatie van 1.2.
Meerdaagse wedstrijd
Vanaf 2018 is het een meerdaagse wielerwedstrijd met van 2018-2022 een 2.1-classificatie, van 2023-2025 was dit een 2.2-classificatie. Belgrado was telkens de startplaats en Banja Luka de finishplaats. In 2018 was het een tweedaagse wedstrijd met de etappes Belgrado-Bijeljina en Teslić-Banja Luka. Van 2019-2021 en van 2023-2025 was het een vierdaagse met enkel ritten in lijn en in 2022 een vijfdaagse koers, inclusief een ploegentijdrit over vier kilometer. Naast eerder genoemde plaatsen fungeerden Bratunac, Derventa, Doboj, Novi Grad, Obrenovac, Požarevac, Prijedor, Prnjavor, Šabac, Vlasenica, Višegrad en Zvornik een of meerdere keren als start- en/of finishplaats van een etappe.
De editie van 2020 werd vanwege de coronapandemie in september verreden.